# Luis del Castillo Estrada
Luis del Castillo Estrada (ur. 21 czerwca 1931 w Montevideo) – urugwajski duchowny rzymskokatolicki, w latach 1999-2009 biskup Melo.

## Życiorys
Święcenia kapłańskie przyjął 30 lipca 1966. 9 kwietnia 1988 został mianowany biskupem pomocniczym Montevideo ze stolicą tytularną Tarasa in Numidia. Sakrę biskupią otrzymał 11 czerwca 1988. 21 grudnia 1999 objął urząd biskupa Melo. 13 czerwca 2009 przeszedł na emeryturę.